# Club de Futbol Vilanova i la Geltrú
El Club de Futbol Vilanova i la Geltrú és el club de futbol més destacat de la ciutat de Vilanova i la Geltrú i de tota la comarca del Garraf pel seu passat en categories més altes, les seves acadèmies juvenils i el seu estadi. Fou fundat l'any 1951 i juga a Tercera Federació.

## Història
Al 1909 va haver a la ciutat el primer partit d'un equip vilanoví i el primer campionat el 2 d'abril de 1911. L'any 1911 l'Athletic Futbol Club de Vilanova i la Geltrú va organitzar el primer festival atlètic. El 8 d'octubre de 1916 nasqué a Vilanova i la Geltrú l'Associació d'Alumnes Obrers, fundada per alumnes obrers assistents a les classes nocturnes de l'Escola Industrial. Fou l'any 1923 que l'Associació, començà un període d'expansió amb l'adquisició d'un terreny que ben aviat es va convertir en magnífic estadi (i que actualment porta el nom de l'AOC com a homenatge). L'Associació comptava, a més del futbol, seccions d'atletisme, natació i ciclisme. Fou un club històric del futbol català, participant durant moltes edicions a la Segona Divisió catalana.
Als voltants de l'any 1931 l'Associació abandonà el futbol. El seu lloc l'ocuparen el Club de Futbol Vilanova i el Club de Futbol Catalunya, que poc abans de la Guerra Civil es fusionaren, creant el Centre de Deports Vilanova. L'equip desaparegué després de la temporada 1949-50 per problemes federatius.
L'estiu de l'any 1951 s'intentà la creació d'un nou club a la vila, el Gimnástico Vilanova, però la Federació no l'autoritzà. Finalment, es fundà el darrer (i actual) club representatiu de la ciutat, el Club de Futbol Vilanova, que disputà el seu primer partit oficial el 7 d'octubre de 1951.

## Presidents del Club
| President           | Any                  |
| ------------------- | -------------------- |
| Simeo Martorell     | 1951-1952            |
| Serafín Alfama      | 1952-1953            |
| Emili Figueras      | 1953-1955            |
| Jordi Tejedor       | 1955-1959            |
| Amador López        | 1959-1961            |
| Marcelino Fernández | 1961-1962            |
| Joan Oliá           | 1962-1963; 1975-1976 |
| Pere Barberá        | 1963-1967; 1988-1994 |
| Josep Mª Borrell    | 1967-1968            |
| Manuel Nevot        | 1968-1970            |
| Cristobal Pumareta  | 1970-1971            |
| Josep Marcer        | 1971-1972            |
| Rafel Mestres       | 1972-1973            |
| Antoni Roure        | 1973-1974            |
| Casimiro Sánchez    | 1974-1976            |
| Enrique Tarongi     | 1976-1979            |
| Jordi Bertran       | 1979-1980            |

| President           | Any                  |
| ------------------- | -------------------- |
| Francisco Angulo    | 1980-1981; 1982-1983 |
| Liderico Giménez    | 1981-1982            |
| Pedro Sancho        | 1982-1983            |
| Josep Bonet         | 1983-1985            |
| Juan Guisado        | 1985-1987            |
| Joan Antoni Aguilar | 1993-1994            |
| Josep Méndez        | 1994-1995            |
| Antoni Domenech     | 1995-1998            |
| Manuel Silvestre    | 1998-2000            |
| Ramón Centaño       | 2000-2009            |
| Teo Traveria        | 2009-2012            |
| Francesc X. Esquiu  | 2012-2013            |
| Ángel Calvo         | 2013-2015            |
| Gabriel Sánchez     | 2015-2017            |
| Xavier Laffite      | 2017-2025            |
| Quim Reche          | 2025-?               |

## Palmarès
- Sense títols destacats.

## Temporades
El CF Vilanova va aconseguir el seu gran èxit al final de la temporada 59-60 amb l'ascens a Tercera Divisió. Va estar en aquesta categoria quatre temporades consecutives. La temporada 65-66 va tornar a Tercera Divisió i va estar cinc anys més seguits a la categoria.
Després d'aquests cinc anys el club va viure la seva pitjor època, ja que durant trenta-dos anys va passar per totes les categories regionals.
No va ser fins a la temporada 2002-2003 quan el club va tornar a Tercera Divisió; mantenint-se en aquesta categoria durant deu anys consecutius, va ser en aquests anys que el Vilanova va viure la seva millor època, arribant als play-offs en dues ocasions i acabant cinquens dos cops. A la temporada 2011-2012 el CF Vilanova va sofrir una temporada desastrosa i va baixar a Primera Catalana on va disputar cinc temporades abans de baixar a Segona Catalana on va disputar una temporada tornant immediatament a primera on està disputant avui en dia (temporada 2022/23).
Fins a l'any 2022-23 el club ha militat 19 vegades a Tercera Divisió i 44 en divisions regionals, 34 a Primera Catalana i 10 a Segona Catalana .

## Jugadors destacats
Entre els jugadors que han passat per les files del club, destaca el ja retirat David Ávila Martínez, format a les categories inferiors del FC Barcelona, arribant a formar part del CP Mérida a primera divisió i arribant també a jugar amb la selecció espanyola sub-18; va fitxar pel CF Vilanova la temporada 2002-03, sent un referent a l'equip i a la categoria de Tercera Divisió.
També destaquen l'actual jugador de la UE Llagostera Marc Sellarès, militant a la Segona Divisió i Santi Triguero. Tots dos van arribar a disputar alguns minuts amb la Selecció de futbol de Catalunya absoluta.
També procedent de la academia vilanovina, l'actual jugador del RCD Espanyol Edu Expósito va passar una part de la seva carrera al Vilanova abans de marxar al CF Gavà.
| - 1960-61: 3a Divisió 10è - 1961-62: 3a Divisió 9è - 1962-63: 3a Divisió 11è - 1963-64: 3a Divisió 19è - 1965-66: 3a Divisió 9è |  | - 1966-67: 3a Divisió 14è - 1967-68: 3a Divisió 17è - 1968-69: 3a Divisió 9è - 1969-70: 3a Divisió 17è - 2000-01: Primera Div. Catalana 6è |  | - 2001-02: Primera Div. Catalana 2n - 2002-03: 3a Divisió 4t - 2003-04: 3a Divisió 5è - 2004-05: 3a Divisió 14è - 2005-06: 3a Divisió 4t |  | - 2006-07: 3a Divisió 5è - 2008-09: 3a Divisió 7è - 2009-10: 3a Divisió 14è - 2010-11: 3a Divisió 17è - 2011-12: 3a Divisió 18è |